# José Moreno Torres
José Moreno Torres (Madrid, 1 d'agost de 1900 - Torrelodones, 19 de maig de 1983) fou un polític espanyol, II comte de Santa Marta de Babio. Fill de l'enginyer Alfredo Moreno Osorio i de Carmen Torrés Calderón.

## Biografia
A les eleccions generals espanyoles de 1933 fou elegit diputat de la CEDA per la província de Jaén i a les eleccions generals espanyoles de 1936 ho fou per la província de Toledo. Durant la guerra civil espanyola donà suport al bàndol revoltat i en acabar la guerra fou nomenat Director General de Regions Devastades (1939-1951).
Fou Alcalde de Madrid entre 1946 i 1952 i procurador a Corts Espanyoles. Durant el seu mandat es desenvolupà el procés d'annexió a Madrid de 13 municipis limítrofs, en concret Carabanchel Alto, Carabanchel Bajo, Chamartín de la Rosa, Canillas, Canillejas, Hortaleza, Barajas, Vallecas, El Pardo, Vicálvaro, Fuencarral, Aravaca i Villaverde per aquest ordre, i foren els primers els de Carabanchel Alto i Carabanchel Bajo el 29 d'abril de 1948. També inicià les obres de canalització del riu Manzanares, va promoure la construcció d'habitatges barats i va ordenar el trànsit de la ciutat, però no va poder evitar el barraquisme.
Entre 1953 i 1956 fou Delegat del Govern en la Canalització del Manzanares i entre els anys 1960 i 1970 fou Director General de Tabacalera.